# 奥尔塔法
奥尔塔法（法語：Ortaffa，法語發音：[ɔʁtafa] ⓘ）是法国东比利牛斯省的一个市镇，属于佩皮尼昂区。

## 地理
奥尔塔法（42°34'48"N, 2°55'30"E）面积8.49 平方千米，位于法国奧克西塔尼大區东比利牛斯省，该省份为法国大陆部分最南部的省份，涵盖了北加泰罗尼亚，北起奥德省，西接阿列日省和安道尔，南与西班牙接壤，东临地中海。
与奥尔塔法接壤的市镇（或旧市镇、城区）包括：埃尔讷、帕洛代勒维德尔、圣热尼斯德方丹、布鲁亚、巴日。
奥尔塔法的时区为UTC+01:00、UTC+02:00（夏令时）。

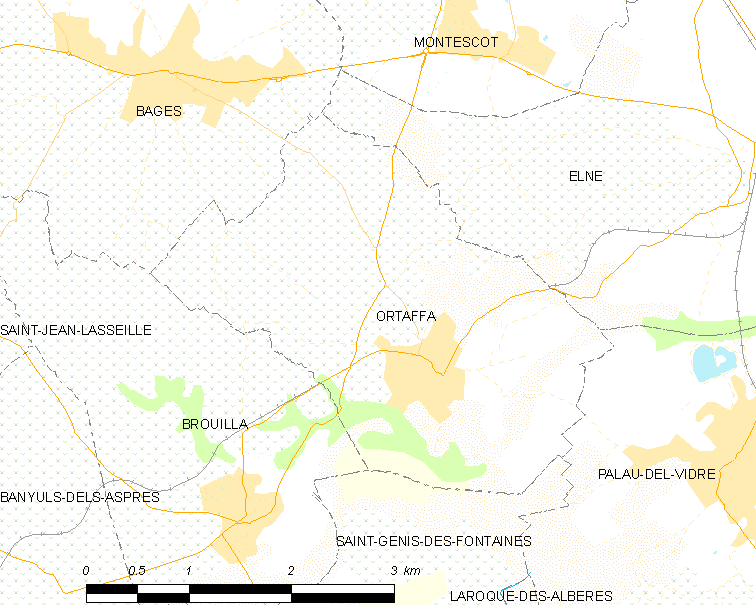
奥尔塔法的OSM定位图

## 行政
奥尔塔法的邮政编码为66560，INSEE市镇编码为66129。

## 政治
奥尔塔法所属的省级选区为伊利贝里斯平原县。

## 人口

1962-2008年间奥尔塔法人口变化图示

奥尔塔法于2022年1月1日时的人口数量为1889人。